# Вестергётланд
Вестергётланд или Вестеръётланд (швед. Västergötland) — историческая провинция на западе Швеции.

## География
Историческая провинция Вестергётланд находится в западной части страны. На юг от неё лежит историческая провинция Халланд, на запад — пролив Каттегат и исторические провинции Дальсланд и Бохуслен, на восток — провинции Эстергётланд и Смоланд, на север — провинции Вермланд и Нерке. Численность населения её составляет 1.229.167 человек (на 31 декабря 2008 года). Плотность населения — 59 чел./км².
На юге и востоке провинции раскинулся холмистый ландшафт, переходящий в Южно-Шведскую возвышенность. На западе и севере здесь находятся равнины, часть Средне-Шведской низменности. На северо-западе и северо-востоке Вестергётланда его границы образуют два самых больших озера Швеции — Венерн и Веттерн. Крупнейшая река провинции — Гёта-Эльв — вытекает из Венерна и впадает в Каттегат.
Климат — мягкий, влажный. На побережье выпадает до 900 мм осадков в год, в глубине провинции — около 600 мм. Средняя температура января +1°С, июня — +15°С.
Крупнейший город Вестергётланда — Гётеборг. Другие большие города — Лидчёпинг, Мариестад, Скара, Бурос, Тролльхеттан, Венерсборг.

## Хозяйство
Вестергётланд является одним из крупнейших аграрных регионов Швеции. Промышленность развита в крупных городах — Гётеборге (также один из главных портов страны), Тролльхеттане (заводы Saab), Шёвде (заводы Volvo), Буросе (текстильные предприятия).

## История
Первые человеческие поселения, обнаруженные на территории Вестергётланда относятся к VIII веку до н. э. Население в те времена концентрировалось вокруг озёр и по берегам рек. Около 3000 года до н. э. в провинции возникает развитое общество, оставившее после себя могильники в районе нынешнего города Фальчёпинг. К бронзовому веку относятся найденные археологами следы жертвоприношений (например, искусно выполненные бронзовые щиты, выставленные в музее города Скара) и наскальные рисунки. Обнаруженные захоронения с уложенными в могилы драгоценностями и рунические надписи относятся к периодам великого переселения народов и викингов.
Вестергётланд является той провинцией в Швеции, где ранее всего распространилось христианство. Здесь в 1000 году, в церкви Хусабю близ города Скара крестился Олаф Шётконунг, первый шведский король-христианин. В XI столетии создаётся первое шведское епископство с центром в Скара. В Средневековье провинция пользовалась относительной автономией — имея отдельный свод законов (Västgötalagen), свой тинг и судейство. На западе и юге в то время провинция граничила с Данией, с которой Вестергётланд был тесно связан экономически и культурно. В то же время в Средневековье из этой провинции происходили три шведских королевских династии.
Во время правления в Швеции короля Густава I территория Вестергётланда была объединена в провинцию, однако во время административной реформы 1634 года вновь разделена. В связи с тем, что провинция граничила с Данией и Норвегией, её пограничные районы часто становились театром военных действий и разорялись набегами. Особенно пострадали граничащие с Халландом регионы во время Северной семилетней войны (1563—1570).
В конце XVI — начале XVII столетий в Вестергётланде происходит основание ряда новых городов: Мариестада (1583), Гётеборга в 1619—1621, Буроса в 1621 году. Другие города появились здесь в начале XX века — например, Тролльхеттан (1910).